# Esther Phiri
Esther Phiri (sinh ngày 14 tháng 6 năm 1987) là một võ sĩ người Zambia. Cô đã trở thành nhà vô địch thế giới sau khi đánh bại Belinda Laracuente. Vào năm 2015, cuộc chiến của cô chống lại Sandra Almeida ở Nam Phi đã đến như một sự giải thoát cho người hâm mộ của cô, người nghĩ rằng cô đã không làm đủ bài tập về nhà. Nhưng thật đáng ngạc nhiên, không có nữ võ sĩ nào thành công như cô, đã từng nổi lên ở Zambia ngoài Catherine Phiri. Cô ấy đã hoàn toàn cách mạng hóa nữ quyền anh. Ngày nay, nhiều võ sĩ khao khát coi cô là thần tượng của họ.
Bộ phim tài liệu Between Rings, được phát hành vào năm 2014, được tạo ra bởi người anh em họ của cô là Jessie Chisi. Nó kể câu chuyện của Phiri, cách cô rời bỏ hôn nhân để theo đuổi sự nghiệp quyền anh, và vẫn bị giằng xé giữa mục tiêu của chính mình và những kỳ vọng của gia đình và xã hội.

## Kỷ lục đấm bốc chuyên nghiệp
| Tóm tắt hồ sơ chuyên môn |                |        |
| 19 trận                  | 14 chiến thắng | 1 thua |
| Bằng cách loại trực tiếp | 5              | 0      |
| Theo quyết định          | 9              | 1      |
| Hòa                      | 3              | 3      |
| Không có cuộc thi        | 1              | 1      |

| No. | Kết quả | Record | Opponent           | Type | Round, time | Date                     | Location                                           | Notes |
| --- | ------- | ------ | ------------------ | ---- | ----------- | ------------------------ | -------------------------------------------------- | --- |
| 19  | Draw    |        | Sandra Almeida     | TD   |             | 2015-05-22               | Government Complex, Lusaka                         | interim Women's International Boxing Association World Welterweight Title                                                                            |
| 18  | Win     |        | Everline Odero     | PTS  |             | 2014-12-20               | Chez-Ntemba, Lusaka                                | |
| 17  | Win     |        | Monalisa Sibanda   | KO   |             | 2012-02-17               | Mulungushi Conference Centre, Lusaka               | International Boxing Organization World Female Super Lightweight Title Women's International Boxing Association World Super Lightweight Title        |
| 16  | Win     |        | Lely Luz Florez    | UD   |             | 2011-01-29               | Mulungushi Conference Centre, Lusaka               | vacant International Boxing Organization World Female Super Lightweight Title Women's International Boxing Association World Super Lightweight Title |
| 15  | Win     |        | Duda Yankovich     | UD   |             | ngày 29 tháng 5 năm 2010 | Mulungushi Conference Centre, Lusaka, Zambia       | vacant Women's International Boxing Association World super lightweight title                                                                        |
| 14  | Draw    |        | Terri Blair        | SD   |             | 2009-11-28               | Mulungushi Conference Centre, Lusaka               | vacant Women's International Boxing Association World Super Lightweight Title                                                                        |
| 13  | Win     |        | Viparat Lasuwan    | TKO  |             | 2009-04-26               | Hood Restaurant, Nairobi                           | |
| 12  | Win     |        | Hondi Hernandez    | TKO  |             | 2008-10-04               | Woodlands Stadium, Lusaka                          | Global Boxing Union Female World Super Featherweight Title                                                                                           |
| 11  | Win     |        | Elina Tissen       | UD   |             | 2008-04-26               | Woodlands Stadium, Lusaka, Zambia                  | vacant Global Boxing Union Female World Super Featherweight Title                                                                                    |
| 10  | Win     |        | Belinda Laracuente | UD   |             | Dec 1, 2007              | Woodlands Stadium, Lusaka, Zambia                  | |
| 9   | Win     |        | Radostina Valcheva | RTD  |             | 2007-06-30               | Woodlands Stadium, Lusaka, Zambia                  | |
| 8   | Win     |        | Monika Petrova     | UD   |             | 2007-03-18               | Mulungushi Conference Centre, Lusaka               | |
| 7   | Win     |        | Kelli Cofer        | MD   |             | 2006-12-02               | Moi International Sport Centre, Nairobi            | |
| 6   | Win     |        | Patience Master    | PTS  |             | 2006-10-22               | National Sports Development Centre, Lusaka         | |
| 5   | Win     |        | Patience Master    | KO   |             | 2006-05-27               | International ConventionCenter, Harare (Salisbury) | |
| 4   | Win     |        | Patience Master    | SD   |             | 2006-05-06               | Nchanga Mine Club, Chingola                        | |
| 3   | NC      |        | Monalisa Sibanda   | NC   |             | 2005-10-15               | Mbare Netball Complex, Harare (Salisbury)          | |
| 2   | Loss    |        | Fatuma Zarika      | PTS  |             | 2005-08-21               | Moi International Sport Centre, Nairobi            | |
| 1   | Draw    |        | Jota Sumaili       | PTS  |             | 2005-07-23               | Mindolo Dam, Kitwe                                 | |